# اولاف یوهانسن
اولاف یوهانسن (دانمارکی: Olaf Johannessen؛ زادهٔ ۸ ژوئیهٔ ۱۹۶۱) بازیگر اهل جزایر فارو است.
از فیلم‌ها یا برنامه‌های تلویزیونی که وی در آن نقش داشته‌است، می‌توان به دختر شرمسارگر و جنایت اشاره کرد.